# Sony α1
La Sony α1 è una fotocamera con sensore full-frame mirrorless prodotta dalla casa giapponese Sony. È stata presentata il 26 gennaio 2021. La missione che la Sony si è posta nel creare questa fotocamera è stata quella di creare un prodotto che avesse tutte le funzionalità migliori disponibili sul mercato, dal reparto video al reparto fotografico.

## Caratteristiche
La Sony α1 è la fotocamera più avanzata sul mercato sotto i 10.000€, dispone di molte qualità, partendo da un sensore rivisitato che offre immagini fino a 9K circa. La nuova fotocamera, chiamata la unica, la numero uno, introduce anche l'8K nelle riprese video, con un frame rate massimo di 30 fps, mentre con il 4K raggiunge fino ai 120 fps.